# Fimbristylis pseudonarayanii
Fimbristylis pseudonarayanii är en halvgräsart som beskrevs av N. Ravi och Anil Kumar. Fimbristylis pseudonarayanii ingår i släktet Fimbristylis och familjen halvgräs. Inga underarter finns listade i Catalogue of Life.